# Tom Warren
Tom Warren né en 1951 à San Diego est un triathlète américain, vainqueur de la deuxième édition de l'Ironman d'Hawaï  en 1979.

## Biographie
Natif de San Diego, Tom Warren est un sportif pratiquant intensivement le Fitness dans les années 1970. Il est pendant une dizaine d'années manager et gérant d'un établissement localement connu qui réunit en un seul endroit, débit de boisson et salle de sport, le Tug’s Tavern. En 1978, il entend parler de la course d'Hawaï et décide d'y participer l’année suivante. La course est censée se dérouler le samedi 13 janvier 1979, mais au vu des conditions météorologiques désastreuses, le commandant John Collins, inventeur et organisateur de l'Ironman décide de la reporter au dimanche. cette année-là, le journaliste Barry MacDermott présent sur l’ile pour couvrir un tournoi de golf, décide de couvrir ce nouvel événement. Sur les trente inscrits, seul quinze se présentent sur la ligne de départ. Après une course épique et à la surprise générale, il termine premier en 11 h 15 min 56 s devant les favoris John Dunbar qui finit second et Gordon Haller quatrième. Lyn Lemaire première Ironwoman prend la cinquième place. Tom Warren est introduit dans l'Ironman Hall of Fame en 2000.

## Palmarès
Le tableau présente le résultat le plus significatif obtenus sur le circuit international de triathlon en 1979.
| Année | Compétition          | Pays       | Position      | Temps            |
| ----- | -------------------- | ---------- | ------------- | ---------------- |
| 1979  | Ironman d'Hawaï 1979 | États-Unis | Médaille d'or | 11 h 15 min 56 s |

## Voir Aussi